# Franchi LF-57
El Franchi LF-57 es un subfusil italiano, hecho de chapa de acero estampada.

## Historia y desarrollo
Fue desarrollado en 1956 y producido desde 1957 hasta 1980. En 1962 lo adoptó la Marina Militare.

## Descripción
El LF-57 utiliza un cerrojo con cabezal entallado, similar al del Beretta M12, como una forma de reducir la longitud del arma, aunque la masa del cerrojo va sobre el cañón en lugar de envolverlo. Esto permite simplificar su fabricación hasta cierto punto. La mayoría de sus piezas están hechas mediante estampado, siendo cada mitad del arma (cajón de mecanismos, pistolete y brocal del cargador) una sola pieza, unidas por un larga soldadura. Es un arma sencilla de desarmar, como por ejemplo el cañón, que está sujetado por una sola tuerca.
Dispara el cartucho 9 x 19 Parabellum desde cargadores extraíbles de 20 o 40 balas. Posee un seguro de presión en la parte delantera del pistolete. Su culata tubular de acero se pliega a la derecha del cajón de mecanismos. Sus mecanismos de puntería son sencillos resaltes en la parte superior del cajón de mecanismos y el cañón.

## Usuarios
- Angola[1]
- Italia[2]
- Mozambique[1]
- Nigeria[2]
- República del Congo[2]
- República Democrática del Congo[1][2]
  -  Katanga
  - Frente de Liberación Nacional del Congo[3]